# Mark Iuliano
Mark Iuliano (* 12. August 1973 in Cosenza, Italien) ist ein ehemaliger italienischer Fußballspieler und heutiger -trainer. Seine Hauptposition war Innenverteidiger.

## Karriere

### Im Verein
Mark Iuliano begann seine Profilaufbahn bei Salernitana Calcio in der Serie B. Danach spielte er leihweise für den FC Bologna und den Calcio Monza, ebenfalls in der zweiten italienischen Liga. Den wichtigsten Teil seiner Karriere verbrachte er von 1996 bis 2005 bei Juventus Turin, wo er jahrelang Stammspieler war und unter Trainer Marcello Lippi große Erfolge feierte. Im Januar 2005 wechselte er zu Real Mallorca, von denen er im Januar 2006 zu Sampdoria Genua ging. In der Saison 2006/07 spielte er für den FC Messina in der Serie A. Ab Januar 2008 stand Iuliano bei Ravenna Calcio in der Serie B unter Vertrag. Am 1. Juni 2008 wurde er bei einer Dopingkontrolle positiv auf die Einnahme von Kokain getestet und für zwei Jahre gesperrt. Nachdem seine Profikarriere wegen dieses Vorfalls beendet worden war und Iuliano lange keinen neuen Verein gefunden hatte, setzte er seine Laufbahn zur Saison 2010/11 beim Achtligisten San Genesio Calcio in der Prima Categoria fort.

### In der Nationalmannschaft
Mark Iuliano absolvierte 19 Länderspiele für Italien und erzielte dabei ein Tor. Sein Debüt feierte er am 5. September 1998 gegen Wales, sein letztes Spiel bestritt er am 20. November 2002 gegen die Türkei. Mit der Squadra Azzurra nahm Iuliano an der Europameisterschaft 2000 sowie der Weltmeisterschaft 2002 teil.

## Erfolge
- Vize-Europameister: 2000
- Italienischer Meister: 1996/97, 1997/98, 2001/02, 2002/03
- Weltpokalsieger: 1996
- UEFA-Super-Cup-Sieger: 1996
- Italienischer Supercupsieger: 1997, 2002, 2003
- UEFA-Intertoto-Cup-Sieger: 1999

## Verweise